# Sings soul ballads
『Sings song ballads』（シングズ・ソウル・バラッズ）は忌野清志郎6枚目のコンピレーション・アルバム。2011年11月23日発売。

## 解説
忌野が事務所に残したとされるバラード・アルバムの選曲リストを再現したベスト・アルバム。

## 収録曲
歌・忌野清志郎（特記以外）
1. 世界中の人に自慢したいよ
2. JOKE　THE TIMERS
3. ギビツミ
4. NEWSを知りたい　忌野清志郎 & 2・3’S
5. 君を信じてる
6. 雪どけ
7. 花びら
8. 仕草
9. まわりはワナ　THE TIMERS
10. あいつの口笛
11. スローバラード（完全復活祭LIVE）
12. 彼女の笑顔
13. 500マイル　HIS
14. 約束
15. ぼくの家の前の道を今朝も小学生が通います
16. 500マイル　RCサクセション・未発表音源